# Pierre Paparin
Pierre Paparin  (né à Montbrison, mort à Gap le 1er août 1600)  est un ecclésiastique qui fut évêque de Gap de 1570 à 1600.

## Biographie
Après la vaine tentative du roi Charles IX d'installer comme évêque à Gap Étienne André d'Estienne, le siège revient à Pierre Paparin de Chaumont. Ce dernier né à Montbrison en Forez dans une famille noble choisit initialement la carrière des armes. Il lutte contre les réformés de sa province natale avec son oncle lieutenant général du roi puis au service du roi de France notamment lors de la bataille de Moncontour en 1569. Il se destine ensuite à la vie religieuse et il est immédiatement pourvu en commende  de la doyenné de Montbrison et du prieuré de Souvigny avant d'effectuer une mission diplomatique auprès de l'empereur Maximilien II du Saint-Empire. À son retour il est nommé par brevet évêque de Gap le 3 juin 1570 il obtient la renonciation de Gabriel de Clermont le 11 novembre 1571 qui sera validée par le roi le 19 septembre 1576. Confirmé par bulles pontificales le 15 septembre 1572, il fait son entrée dans Gap le 15 décembre 1572 suivant. Il doit immédiatement faire face aux attaques des calvinistes de son diocèse et en 1574 ; il est injurié et blessé par une arme à feu dans une rue et il doit se retirer à Sisteron pendant deux années. Il assiste à l'Assemblée du clergé de 1576 revient brièvement à Gap dont il est chassé en 1577 par François de Bonne de Lesdiguières et ses bandes de réformés qui seront maitresses de la ville jusqu'en 1581. Pierre Paparin administre la partie du diocèse qu'il contrôle encore à partir de Beaume-les-Sisteron où il réunit un synode diocésain en 1579 dont il publie les actes en 1581. Il assiste également aux assemblées des trois ordres de sa province. Après l'abjuration d'Henri IV de France en 1594, il négocie avec Lesdiguières pour revenir définitivement dans sa cité épiscopale. Il doit faire également des concessions aux édiles locaux avec qui il doit de nouveau négocier le 8 novembre 1599 les modalités d'application de l'édit de Nantes. Il meurt de maladie le 1er aout 1600 et il est inhumé dans le caveau de l'église des Frères prêcheurs de la ville.

## Héraldique
Ses armoiries sont : d'azur à un chevron mi-parti d'or et d'argent accompagné en chef de deux étoiles d'or et en pointe d'une coquille d'argent.